# 磨盘山古文化遗址
磨盘山古文化遗址，是江苏省南京市的一处新石器时代古遗址，位于江宁区秣陵街道建康村，1982年入选南京市文物保护单位。